# Cescau (Arieja)
Cescau és un municipi francès, situat a la regió d'Occitània, departament de l'Arieja. El 2021 tenia 161 habitants.